# استفانی ووگل
 استفانی ووگل (انگلیسی: Stefanie Vögele؛ زادهٔ ۱۰ مارس ۱۹۹۰) یک تنیس‌باز اهل سوئیس است. 